# 粉碎上海武装叛乱阴谋
粉碎上海武装叛乱阴谋是指中国共产党中央委员会于1976年10月怀仁堂事变后挫败“四人帮”余党马天水、徐景贤、王秀珍等人在上海发动武装叛乱计划的历史事件。事后四人帮在沪残部被清查，部分“罪大恶极”者被追究刑事责任。

## 背景

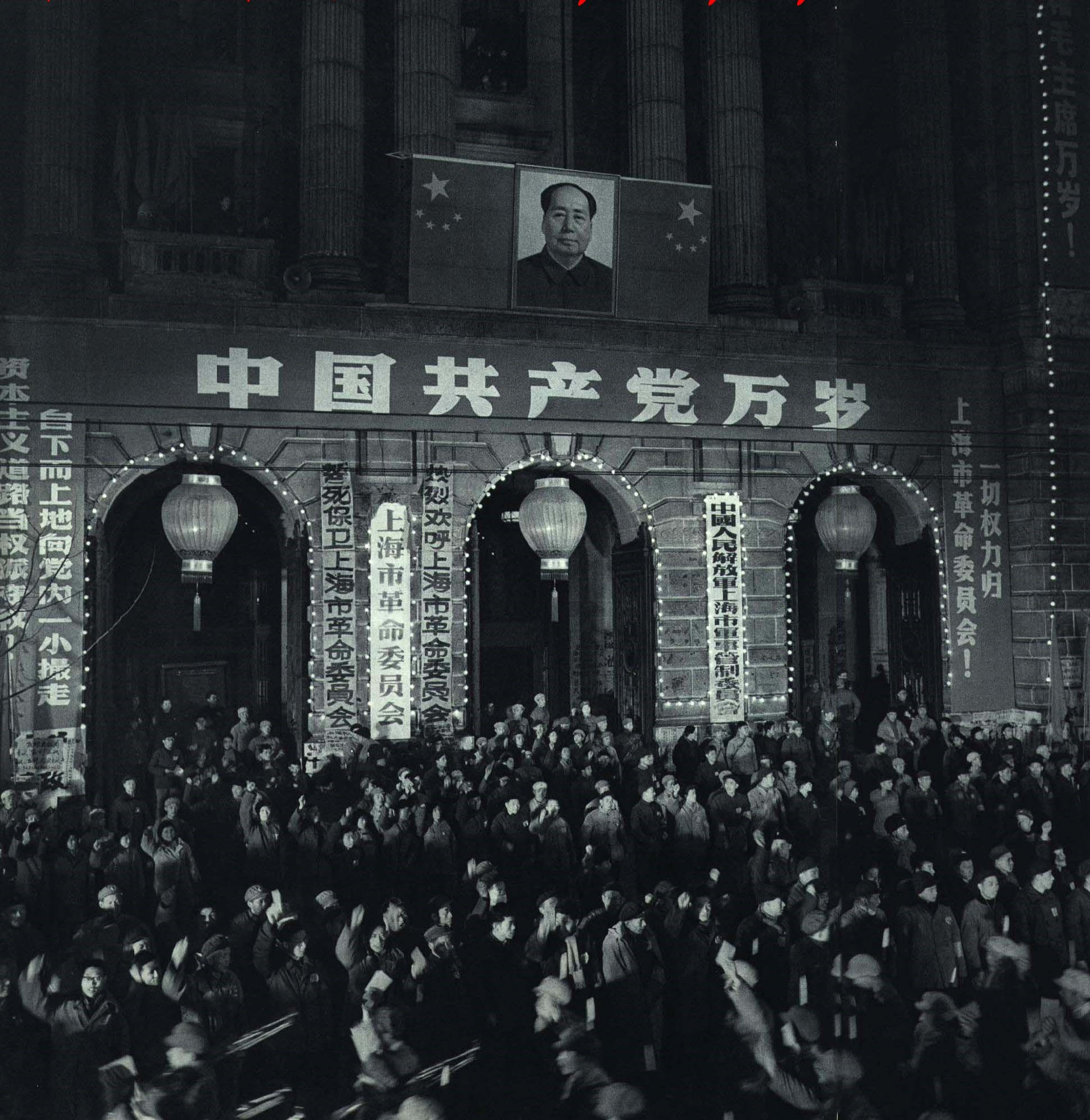
1967年1月，中共上海市委、市人委及市人大被造反派夺权，2月成立上海人民公社，后更名为上海市革命委员会

1967年1月，上海造反派陆续夺取《文汇报》和《解放日报》之权。在1月6日“打倒以陈丕显、曹荻秋为首的上海市委大会”召开后，上海市委、市人委大权旁落，张春桥、姚文元等上海造反派夺得上海市领导权。此事被毛泽东评价为“一个大革命，是一个阶级推翻一个阶级的大革命”:782。2月5日，上海人民公社成立，后依毛泽东意见更名为上海市革命委员会。经数年苦心经营，上海已成为四人帮的重要据点。
由于四人帮无法从叶剑英处夺取军权，便开始组织民兵，建设“第二武装”。1975年7至11月，王洪文受毛泽东批评后回沪，期间专程察看武器仓库，带领民兵负责人打靶，同时指示上海民兵进行各种战备训练。9月，王召集民兵负责人开会，要求加紧制造武器，训练民兵。后张春桥指示马天水加强上海武器生产。到1976年，上海民兵已有9个师、602个团、1287个营、1.87万个连，适龄在册人员共309万人（含郊区），并分有多个专业兵种，拥有各种枪支22万余件，火炮1900余门，火箭筒2600余具，各种车辆500余辆，以及耗资100多万人民币建造起来的上海民兵101艇。期间亦派员考察地形为游击战做准备。
1976年6月，毛泽东病重，王洪文多次催促市委为民兵发放武器。马天水、徐景贤、王秀珍等密议“军队要出乱子，要打内战”，“手里要有点力量”。王告知市民兵指挥部“当前复辟势力很严重”，要“准备打仗”。马天水等突击发放武器装备民兵，发枪74200支（一作75842支），炮300门，弹药100余万发，为权力斗争备战:961。

## 经过

### 事先准备
毛泽东逝世后，王洪文、张春桥多次告诫其在沪亲信“要注意阶级斗争的动向”，“上海还没有真正经受考验”、“上海要有大考验，要打仗”、“要警惕中央出修正主义，要准备上山打游击”。
1976年9月21日，张春桥接见上海市委书记徐景贤，徐向张报告丁盛同市委谈话及民兵发枪问题。张表示支持并作了布置。27日，张下发三点指示：

（一）要警惕中央出修正主义；
（二）今后中央搞集体领导；
（三）《毛选》五卷不出了，可出单行本，先出接班人五项条件:267。

1976年10月6日，江青、张春桥、王洪文、姚文元在北京被隔离审查。次日，经华国锋、叶剑英商议，决定由中共中央办公厅主任汪东兴出面通知上海市委书记马天水及上海警备区政委周纯麟到中央开会，以打乱部署，防止叛乱爆发:278，并下令“加强战备”，“防止内潜外逃”。期间马天水不敢打电话至上海，王洪文、张春桥、姚文元也早已失联。此外，卫生部部长刘湘屏也回报江青已经失踪。徐景贤等联系四人帮在京的亲信，亦无更多消息。尽管联系上了人民日报社的鲁瑛，但鲁没讲几句，即挂断电话:1562。23时，文化部的于会泳将吴庆彤转告给他的华国锋决定“中国文化代表团不出国了”的消息告知徐景贤，徐根据当天各种情况，怀疑事态有变，持续保持与北京的联系，等待更多消息:225。
10月8日下午4时，徐景贤召集上海各新闻单位负责人在康平路小礼堂开会，要求各媒体不得播发新华社关于四人帮的报道，做好舆论准备，并布置了新闻单位保卫工作。会议期间，徐举了1968年华约入侵捷克斯洛伐克时一电台台长坚持宣读抗议书的事迹:1563。朱永嘉告知解放日报社的王景“报纸宣传要多登自己的，要准备坚守阵地”。当晚，朱命令上海人民广播电台播出此前中央人民广播电台已指令停播的《按既定方针办》《毛主席永远活在我们心中》两首歌曲:6。

### 策划叛乱

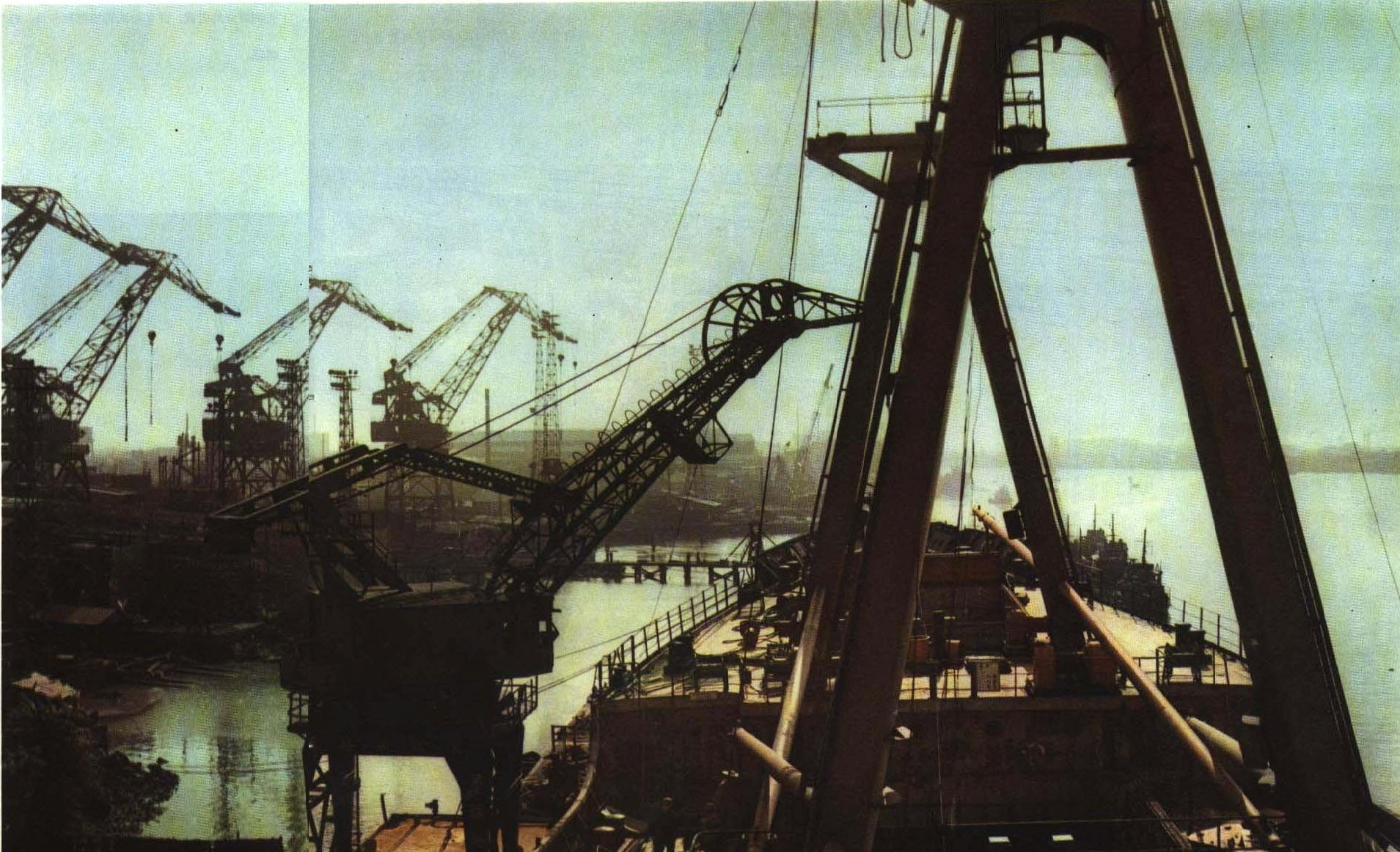
上海民兵两个秘密指挥点之一——江南造船厂

10月8日，徐景贤、王秀珍联系到在京的马天水秘书房佐庭。房佐庭称马“老胃病又犯了”，徐、王联系马天水爱人后，确定马无胃病。及后金祖敏的秘书缪文金准备回京，市委与其约定，如情况正常，回电“已到了北京，一切都好”；有问题但不严重，则称“身体不舒服”；若确有中央领导被捕，则称“心肌梗塞”:224:1563。当天17时，徐景贤在康平路常委学习室主持召开常委扩大会。会议期间，祝家耀电告康宁一“人都集中了，锁起来了，不能动了”，及后缪文金、刘庆棠等发出“我娘心肌梗塞”“马老不接电话，我们（文化部）都病了，有病情”等暗号:1565，萧木等人顿时感到五雷轰顶：“不好了，对文化部动手了，下一个就轮到我们了！”徐等人发觉事态有变，开始更具体地部署叛乱计划。其中，朱永嘉提议“要拉出民兵来，打一个礼拜不行，打三天、五天也好，让全世界都知道，像巴黎公社那样”。随后，市委在丁香花园和民兵指挥部（后转到东湖路招待所）设点，前者负责总指挥和舆论，后者直接指挥叛乱工作。同日，奉徐景贤命令，民兵指挥部集中2500人（另有31000人待命），并派员保卫上海人民广播电台和报社。王秀珍等三十余人亦到民兵指挥部开会制定方案，会议决定在江南造船厂和中国纺织机械厂设立两个秘密指挥点，并架设15部电台，进行联络。
10月9日0时30分，王秀珍等在民兵指挥部（今俄罗斯驻上海总领事馆）三楼召开紧急会议。会上，王秀珍告知与会人员“中央出大事了”，并召开数次会议，提出“组织工人大罢工、发动工人大游行、贴大标语”，以示抗议。这一议案获上海市总工会和妇联的支持:227。02时30分，徐下发手令，将驻电台某部的一个连和驻市委机关的一个连改隶广播电台和市委办公室指挥。同日上午，冯国柱等在丁香花园指挥部召开了十区5个民兵师的紧急战备会议，会上决定将“两个决议”登报并表示拥护，但不提“以华国锋同志为首的党中央”:1574；以“加强战备”之名就叛乱作了具体部署，尔后这些头目即进入基本指挥点。他们在指挥点上身藏兵器，指使民兵报务员架设15瓦电台15部，于9日18时与各区沟通联络，各区也动用电台58部。同时，停泊在江南造船厂的“上海民兵101艇”也架起高射机枪。
9日下午，在指挥部宣布调集民兵进入紧急战备状态的同时:279，上海市委常委会召开，讨论修改给中共中央的电报稿。19时，徐景贤数次打电话给马天水，询问王洪文等近况，马天水以“他们身体很好，工作比较忙，没有时间和我个别谈了”搪塞了过去:1574。与会人员感到虚惊一场，立即起草了拥护“两个决议”和华国锋就任中共中央主席、中央军委主席的电报。当晚，王秀珍与徐景贤商量后，电告施尚英将原定调集待命的31000名民兵（实到11000名）遣散，只保留2500人值班。并通知廖祖康遣散在东湖路招待所的总工会人员，但廖祖康阳奉阴违，人员并未散去:1575。
10月11日后，粉碎四人帮的消息不断通过外国电台和火车传入上海:1577。12日下午，听闻粉碎四人帮消息的陈阿大、叶昌明、马振龙等骨干人员在上海市工人文化宫开会，策划武装叛乱行动。当晚，冯国柱、黄涛、廖祖康等于康平路市委办公室小礼堂开会，表示“大幹，坚决幹”，提出以旧万吨轮在吴淞口沉船封航，拉钢锭堵塞机场跑道，断电停水，举行游行示威、罢工停产，以示抗议。此外，朱永嘉提出“还我江青，还我春桥，还我文元，还我洪文”口号，发表《告全国人民书》《告世界人民书》，并派员保护电台、电视台和报社，以示“决一死战”:228。与会的马振龙痛哭流涕，支持举事:1583。期间马天水来电，要求“一切等我们回来再安排”，加之王少庸认为情况尚不明朗，决定待马天水等会沪后再作决定。会议一直开到13日凌晨，王知常认为四名干部胆子太小，会议将无实际结果。他斥责与会人员“这样拖下去，把时机都拖光了”，愤而离场。与会人员随之散去:1587。稍后，叶昌明表示已与妇联商定召开区、县、局的工会、妇联干部会议，向下级传达粉碎四人帮的情况:280:228。
13日，指挥部头目施尚英、张敬标赶制出“捍一”“方二”两套叛乱方案并编制了实施方案。“捍一”“方二”的主要内容如下：
“捍一”
1. 控制首脑机关、报社、广播电台、桥梁、车站、码头、机场和交通要道；
2. 确定指挥核心人员名单；
3. 开设指挥所；
4. 兵力部署；
5. 重点支援地域和反空降；
6. 口令、暗令、标记；
7. 弹药补给和武器修理；
8. 加强社会面控制等。

“方二”
1. 从上海外围到市中心区设立三道控制圈（沪浙、沪苏界设六个控制点，为第一控制圈；市中心设两道控制圈）；
2. 规定各区、县的任务和预备队组成:280-281。

不过，编制“捍一”“方二”的施向英，自知以民兵对抗正规军无异于以卵击石，最后回江南造船厂通知民兵不可擅自行动，稳定了民兵:1582-1583。
13日上午，上海市总工会召开紧急会议，与会人员49人。会上议论纷纷，有的表示“王洪文是我们工人领袖，不可能是反革命”；有的认为粉碎四人帮“是算文化大革命的帐，翻文化大革命的案，是邓小平路线的继续”；亦有要求誓死保卫文化大革命成果者:1589。会后，王明龙将吴斌等人拟好的17条口号送叶昌明办公室，并请唐行南在“文字上把把关”:12。叶昌明认为口号“太中性”，于是叶与黄金海、马振龙等修改口号，增加四条，共计21条：

1. 誓死捍卫毛主席的革命路线！

2. 誓把毛主席开创的无产阶级革命事业进行到底！

3. 彻底批判邓小平的反革命修正主义路线！

4. 深批邓小平，痛击右倾翻案风！

5. 要搞马克思主义，不搞修正主义！

6. 要团结，不要分裂

7. 要光明正大，不要搞阴谋诡计！

…………

（18）打倒中国的赫鲁晓夫！

（19）绝不允许赫鲁晓夫式的野心家篡夺党和国家的领导权！

（20）上海工人阶级和革命人民团结起来，同赫鲁晓夫式的野心家斗争到底！

（21）全国工人阶级和革命人民团结起来，同赫鲁晓夫式的野心家斗争到底！:1589-1590

### 粉碎阴谋
10月7日，在马天水、周纯麟被命令进京开会的同时，华、叶二人命令驻苏州、无锡一线的第六十军和东海舰队从水陆两面钳制上海，严防事态变化:278。后又命令马天水电告徐景贤、王秀珍10日到北京开会，并将之隔离，打乱原定的叛乱部署。
11日，马天水、周纯麟、徐景贤、王秀珍受中共中央政治局成员华国锋、叶剑英、陈锡联、吴桂贤等接见。华国锋亲自与马、徐、王谈话，争取三人“和中央站在一起”。三人经过思想斗争，表示服从。华国锋对三人表示信任，并以中共中央名义派其回沪做工作:278。次日，中共中央政治局决定撤销王、张、姚在沪一切职务，并派工作组解决上海问题。中央军委亦部署军队，抑制破坏活动:987。
与此同时，叛乱活动也受到有关党组、民兵和群众的反对。如在中国纺织机械厂内，民兵指挥部架电台、调民兵，参与战备的行动，引发场内干部群众怀疑。厂党委副书记召集一些干部商量对策：召开干部会议、转移枪弹及派员掌握情况。民兵团副团长李国华以送棉大衣为名，进入指挥点侦查；另一副团长彭德新秘密摄影，提供证据。12日，经党委研究，姚雄飞被张秀派往南京军区将情况越级上报至彭冲秘书处，军区得知后，立即转告中共中央。
13日，马天水等返回上海。回沪后，四人先找三名市委常委王少庸、冯国柱、张敬标开碰头会，了解上海情况，传达北京打招呼会议精神，通知15时开常委扩大会议。因意见分歧，扩大会议延至当天16时召开。会上，马天水传达中央打招呼会议精神，表示“不要动了”，与会人员群情激愤，认为华国锋等抓捕四人帮有悖党纪。不过，与会人员感到抗议、罢工、张贴标语已不适当，陆续退场:281:232-233。下午，民兵各指挥所全部撤销:238，原拟的口号也全部销毁:13。当天晚上，谢鹏飞到马天水家讨论武装起义，马天水回答“军队不在我的手里，民兵根本对抗不了军队”。二人自知大势已去，抱头痛哭:1592。叛乱计划最终未能施行，上海局势风平浪静:235。14日，市委召开区县局干部会议，进一步传达中央打招呼会议精神，告知了四人帮覆灭的消息。

## 后续

### 民众反应
在徐景贤等筹划举事之时，粉碎四人帮的消息在沪不胫而走，上海市民、干部和知识分子举行了不同形式的庆祝活动。前期主要是张贴大字报，举行集会游行等，表示对“两个决议”的支持。但时有人混入其中破坏，试图制造混乱。
14日，南京路、外滩、徐家汇、康平路等地陆续出现反对四人帮的标语、漫画及大字报。19日，上海十六所大学的工农兵学员及工人和红卫兵代表到人民广场召开批判“四人帮”篡党夺权罪行大会。庆祝粉碎四人帮的活动到10月下旬更达高潮，参与者750万人次。官方市志认为这些活动“充分表达了上海人民对粉碎‘四人帮’大快人心，大得人心，大振人心的心情”。面对群众愤怒，四人帮余党控制的上海市委束手无策，两度向中央“告急”，声称将对群众运动予以镇压。

### 中央工作组进驻上海
1976年10月12日，华国锋在北京市玉泉山召开政治局会议，指应及时派员至上海处理四人帮余党问题。经讨论，决定建立以苏振华、彭冲、倪志福为核心的上海工作组到当地恢复秩序。先行派出了100多人到沪借“了解1977年计划安排情况”之名接管上海。工作组成员下榻国际饭店，陆续进行接管工作。
在《关于王张江姚反党集团事件的通知》（中发〔1976〕16号文件）下发次日（10月19日），苏振华等在人民大会堂召开会议，就接管上海问题作了研究。在20日的正式会议上，工作组正式决定进入上海。当晚，苏振华等乘坐专机从西郊机场秘密飞往虹桥机场。李彬山、康宁一得知消息，前来监视，但不敢盘问。
21日，工作组在海军护卫下到达水电路海军上海基地。在基地招待所，苏振华召见马天水，要求其贯彻打招呼会议及中发〔1976〕16号文件精神，马天水表示服从；后苏振华等三人与徐景贤、王秀珍等人谈话。王秀珍欲单独同倪志福谈话，但未获批准。稍后，苏振华等三人告知马、徐、王10月24日中国各地将召开庆祝粉碎四人帮的大会，要求其搞好上海的分会，并警告他们“不要再搞小动作，不要搞什么所谓的‘合法斗争’”。当天上午，三人又同从南京赶来的南京军区政委廖汉生、副参谋长张挺商谈工作，苏提出将上海警备区两名与武装叛乱活动有牵连的人立即调回南京，并另派人员协助工作组工作。稍后，苏振华等三人返回北京和南京。24日，徐景贤在工作组的工作下，在沪举办庆祝粉碎四人帮的大会，并向中共中央和华国锋发去致敬电。
10月25日，中央工作组相继进入市委和市革委会各个组办，受到热烈欢迎。工作组平反了部分冤案，整顿了一批领导班子，为荣毅仁、赵丹、袁雪芬等落实了政策。26日，苏振华等乘飞机返回上海。同日，经华国锋提议，中共中央根据此前政治局的决议，宣布改组上海市委、市革命委员会，决定苏振华兼任上海市委第一书记、市革命委员会主任；倪志福兼任上海市委第二书记、市革命委员会第一副主任；彭冲任上海市委第三书记、市革命委员会第二副主任；王、张、姚被撤销在沪党内外一切职务。
27日，苏振华、彭冲、倪志福召开全市部委办、区县局干部大会，宣布了中央改组市委的决定。会上，张承宗揭发马天水要求赶制大量手铐，马因此惊慌失措，无言以对。贺汝仪受此事震动，生怕其在“批邓、反击右倾翻案风”时写信告发自己亲家之事被揭发，于28日跳楼自杀身亡。同日起，苏振华等连续数日在锦江饭店召开市委常委会，要求马天水、徐景贤、王秀珍和常委张敬标、冯国柱等人必须列席会议，交代和揭发问题。马天水等自知罪孽深重，避重就轻，负隅顽抗，最终苏振华决定对七名“民愤极大”的市委常委移交警备区隔离审查，陈阿大等六人送回原单位专案审查。后工作组追查到马天水等策动叛乱的大批罪证，基本查清了四人帮余党于10月8日至20日的所作所为。同时，工作组及市委整顿公安机关，重建治保组织，恢复社会秩序:987。
为团结民兵，苏振华力排众议，决定允许上海民兵参与庆祝粉碎四人帮的群众大会。11月1日，上海民兵在人民广场集结，并于南京路、外滩举行武装游行，以示效忠。
经过整顿，上海生产生活秩序逐渐步入正轨，经济活动也恢复正常。到1977年底，上海经济全面回升，全市国民生产总值上升9%，达文化大革命以来最高水平。1977年4月，随着整顿工作完成，中央工作组大部分成员陆续撤出上海。

### 清查和审判
中央工作组进驻后，上海市举行了五次全市揭批大会，其中4次设主会场，主会场一般有1万余人列席，另组织全市党支部委员以上的23万人收听大会广播。各系统召开的万人批判会亦有20余次。
1976年11月11日，上海市成立清查“四人帮”专案办公室，负责当地的揭批查工作:1594，各系统也相应建立清查机关。1977年1月10日，经中共中央批准，马天水、徐景贤、王秀珍3人停职审查，6月被依法逮捕。次日（1月11日），中共中央决定增选林乎加、严佑民、王一平为市委书记，推动上海的揭批查工作。有关工作遵循“三个区别，三个切开”原则。
1979年12月21日，上海市委批准揭批“四人帮”运动办公室、市委纪委筹备组、市委组织部《关于做好受审人员的定性处理和工作分配的意见》，确定对受审人员的定性和工作分配，由市委揭批“四人帮”运动办、市委纪委筹备组、市委组织部共同负责，分别办理。审查工作采取“从宽、从缓”的方针，“说了错话做了错事”的，如说明清楚不作结论；对于犯错误（包括犯了严重错误）的，凡真诚拥护中共十一届三中全会以来的路线、方针、政策，认识自己的错误，接受教训者宽大处理；对阴谋家、野心家、定为敌我矛盾性质的，一律开除党籍。
在清查过程中，共确认713人为四人帮及其余党的依靠力量，但基于“缩小打击面，扩大教育面”的原则，最终只审查约四百人，其中逮捕、判刑90名，定严重政治错误的25名，定政治错误的39名，其余大多经审查回原单位工作。“罗思鼎”本部45人，非本部人员240余人。经查，其中参与四人帮篡党夺权的有51人，定敌我矛盾的6人，认为犯了“严重政治错误”的1人，38人被认为“说错话做错事”，其余回原单位或分配到基层工作。同时还逮捕了458名打砸抢分子。清查工作到1979年基本结束，至1980年底，全沪有5385人被列为清查对象，其中定为敌我矛盾性质的52人，定为四人帮在沪重要骨干9人。至中共十一届五中全会前，经过清查四人帮有关人员，清理打砸抢分子（含补课），林彪、江青反革命集团案审理及处理突击入党，合计查处犯“三种人”错误或罪行者10747人，判刑903人，不符合党员条件而脱党的4783人。期间获得的罪证有98件选入中央印发的四人帮罪证材料之中。审判林彪、江青反革命集团案期间，上海市提供了174件证据。严佑民因此获彭真表扬。
1982年6月26日、7月2日，上海市人民检察院及分院向市高院、市中院起诉徐景贤、王秀珍、陈阿大、马振龙、叶昌明、黄金海、戴立清、朱永嘉等8名重要案犯，马天水因患反应性精神病，丧失供述、申辩能力，经上海市精神病防治院检验核实，决定免予起诉，取保候审。1982年7月13日～8月23日，该案被公开审理，期间共开庭33次，旁听人次1.3万余人。8月21日及8月23日，上海市高院、中院分别做出裁定：
| 主犯                                                   | 审判法院           | 定罪                                                                                          | 量刑 | 剥夺政治权利 | 去世时间（死因）               | 终年 |
| ------------------------------------------------------ | ------------------ | --------------------------------------------------------------------------------------------- | ---- | ------------ | ------------------------------ | ---- |
| 徐景贤                                                 | 上海市高级人民法院 | 1. 积极参加反革命集团罪 2. 阴谋颠覆政府罪 3. 策动武装叛乱罪 4. 反革命宣传煽动罪 5. 诬告陷害罪 | 18年 | 4年          | 2007年10月31日（心肌梗死）     | 74岁 |
| 王秀珍                                                 | 上海市高级人民法院 | 1. 积极参加反革命集团罪 2. 阴谋颠覆政府罪 3. 策动武装叛乱罪 4. 诬告陷害罪                     | 17年 | 4年          |                                |      |
| 陈阿大                                                 | 上海市中级人民法院 | 1. 积极参加反革命集团罪 2. 阴谋颠覆政府罪 3. 策动武装叛乱罪 4. 反革命伤人罪 5. 诬告陷害罪     | 16年 | 3年          | 2004年                         | 62岁 |
| 马振龙                                                 | 上海市中级人民法院 | 1. 积极参加反革命集团罪 2. 阴谋颠覆政府罪 3. 策动武装叛乱罪                                   | 16年 | 3年          |                                |      |
| 叶昌明                                                 | 上海市中级人民法院 | 1. 积极参加反革命集团罪 2. 阴谋颠覆政府罪 3. 策动武装叛乱罪 4. 诬告陷害罪                     | 15年 | 3年          |                                |      |
| 黄金海                                                 | 上海市中级人民法院 | 1. 积极参加反革命集团罪 2. 阴谋颠覆政府罪 3. 策动武装叛乱罪 4. 诬告陷害罪                     | 15年 | 3年          | 2015年7月                      | 80岁 |
| 戴立清                                                 | 上海市中级人民法院 | 1. 积极参加反革命集团罪 2. 阴谋颠覆政府罪 3. 策动武装叛乱罪 4. 反革命伤人罪 5. 诬告陷害罪     | 15年 | 3年          | 2019年5月                      | 82岁 |
| 朱永嘉                                                 | 上海市中级人民法院 | 1. 积极参加反革命集团罪 2. 阴谋颠覆政府罪 3. 策动武装叛乱罪 4. 反革命宣传煽动罪 5. 诬告陷害罪 | 14年 | 3年          | 2023年1月5日（2019冠状病毒病） | 91岁 |
| 法律依据                                               |                    |                                                                                               |      |              |                                |      |
| 1979年《中华人民共和国刑法》有关规定 1. 2. 3. 4. 5. 6. |                    |                                                                                               |      |              |                                |      |

至1987年6月3日，全沪作出党纪处理的共1801人，其中开除党籍136人，留党察看54人，撤销党内职务47人，其他党纪政纪处分1157人，免予处分407人。依法判刑57人。在立案审查的文化大革命前原局级以上65名干部中，作出党纪处理的27人，其中开除党籍8人，留党察看4人，撤职6人，严重警告3人，警告2人，免予纪律处分4人，其余38人视为“政治上犯了错误”，按“说错话做错事”论。
20世纪90年代后，徐景贤等人陆续刑满释放，大多安置回原单位，享受医保和退休工资，但入狱前的工龄全部清空，退休待遇较低:321。

## 其他
据罗伯特·劳伦斯·库恩的《他改变了中国：江泽民传》，时任第一机械工业部外事局副局长的江泽民曾参与上海工作组协助平叛，但江泽民逝世后，官方播发的《告全党全军全国各族人民书》《江泽民伟大光辉的一生》均未提及此事。

### 外电报道
- 福克斯·巴特菲尔德（Fox Butterfield）.  [【特稿】上海民兵运动进一步扩大]. 纽约时报. 1976-10-19  [2024-10-04]. （原始内容存档于2024-10-07）.
- ［加］《环球邮报》罗斯·H·芒罗（Ross H. Munro）.  [上海的宣传海报揭露武装反抗北京的阴谋]. 纽约时报. 1976-11-09  [2024-10-04]. （原始内容存档于2024-10-07）.

## 扩展阅读
- 李海文; 王守家. . 中国青年出版社. 2015. ISBN 978-7-5153-3191-1.
- 徐景贤. . 香港: 时代国际出版公司. 2003. ISBN 978-988-976-081-6.